# Hans Gerngroß
Hans Gerngroß (* zwischen 1500 und 1510 in Schorndorf; † (vermutlich September) 1564 in Stuttgart) war ein württembergischer Maler, der als Hofmaler in Stuttgart tätig war.

## Leben
Hans Gerngroß war ein Sohn der Schorndorfer Bürger Hans und Agnes Gerngroß. Über seine Ausbildung und seine ersten Arbeiten ist nicht bekannt. Die älteste Urkunde, die ihn erwähnt stammt aus dem Anfang des Jahres 1536: zusammen mit Hans Schickhardt und anderen wurde er für nicht genannte Arbeiten in Balingen bezahlt. Gerngroß wurde im gleichen Jahr zum Hofmaler des Herzog Ulrich bestellt – zunächst für ein halbes Jahr, doch übte er dieses Amt bis zu seinem Tod aus. Seine Einstellung deutet darauf hin, dass er eine vorzeigbare Erfahrung hatte. 1536 leitete er die Malerarbeiten am Hof, die in Zusammenhang mit den Bauarbeiten entstanden, die der Herzog nach seiner Rückkehr aus dem Exil anordnete. Es handelte sich um größere Maßnahmen, an welchen ferner Hans Schickhardt, Heinrich Füllmaurer, Albert Mayer, Marx Weiß und Erasmus Wenig beteiligt waren. Ein Jahr später leitete er die Ausmalung des herzoglichen Gemachs, woran außer ihm Hans Schickhardt und Hans Abel arbeiteten.
Die Urkunden geben nur spärliche Auskunft über seine Tätigkeit, es werden nur wenige Arbeiten erwähnt, die zusätzlich zu seinem Sold entlohnt wurden: 1548/49 malte er ein „Tuch“, das die Abstammung des Hauses Württemberg darstellte. 1549/50 ein Gemälde zu dem gleichen Thema, das Herzog Ulrich seiner Schwiegertochter Anna Maria von Brandenburg-Ansbach nach Mömpelgard schickte. 1553/54 entwarf er die Wappen des Herzogspaares und der Stadt Stuttgart, die Martin Eisengrein für seine Eisenofen brauchte. 1560/61 bemalte er alle Hoftrompeterfahnen und -schilder mit dem Wappen des Herzogs. Vermutlich bemalte und vergoldete er auch Trommeln sowie Prunkwagen, da diese Arbeiten zu den Aufgaben der Hofmaler gehörten. 1562/63 dekorierte er für Herzog Eberhard eine Stechdecke.
Zu seinen Pflichten gehörte auch das Malen von „Männlein“ in Hofkleidung. Es waren Entwürfe der Kleider für alle herzoglichen Beamten und Diener.
In den ersten Jahren seiner Arbeit in Stuttgart wohnte Hans Gerngroß noch in Schorndorf. Erst 1540 war er zum ersten Mal in Stuttgart steuerpflichtig. In diesem Jahr wohnte er im „zweiten Stadtquartier“, zunächst mit dem Maler Thomas Fridlin. Seit 1541 besaß er ein eigenes Haus. Obwohl in Stuttgart wohnhaft und tätig, war Hans Gerngroß fast das ganze Leben lang ein Bürger von Schorndorf. Erst 1561 legte er in Stuttgart seinen Mannrechtsbrief vor, ausgestellt vom Vogt und Gericht von Schorndorf, um das Bürgerrecht in Stuttgart zu erlangen.
Hans Gerngroß war mit Elisabet Gerngroß verheiratet, die ihn überlebte.
Es sind keine Werke von ihm erhalten.